# Tudora
Tudora is een Roemeense gemeente in het district Botoșani.

Tudora

Tudora telt 5292 inwoners.